# Académie de l'OMPI

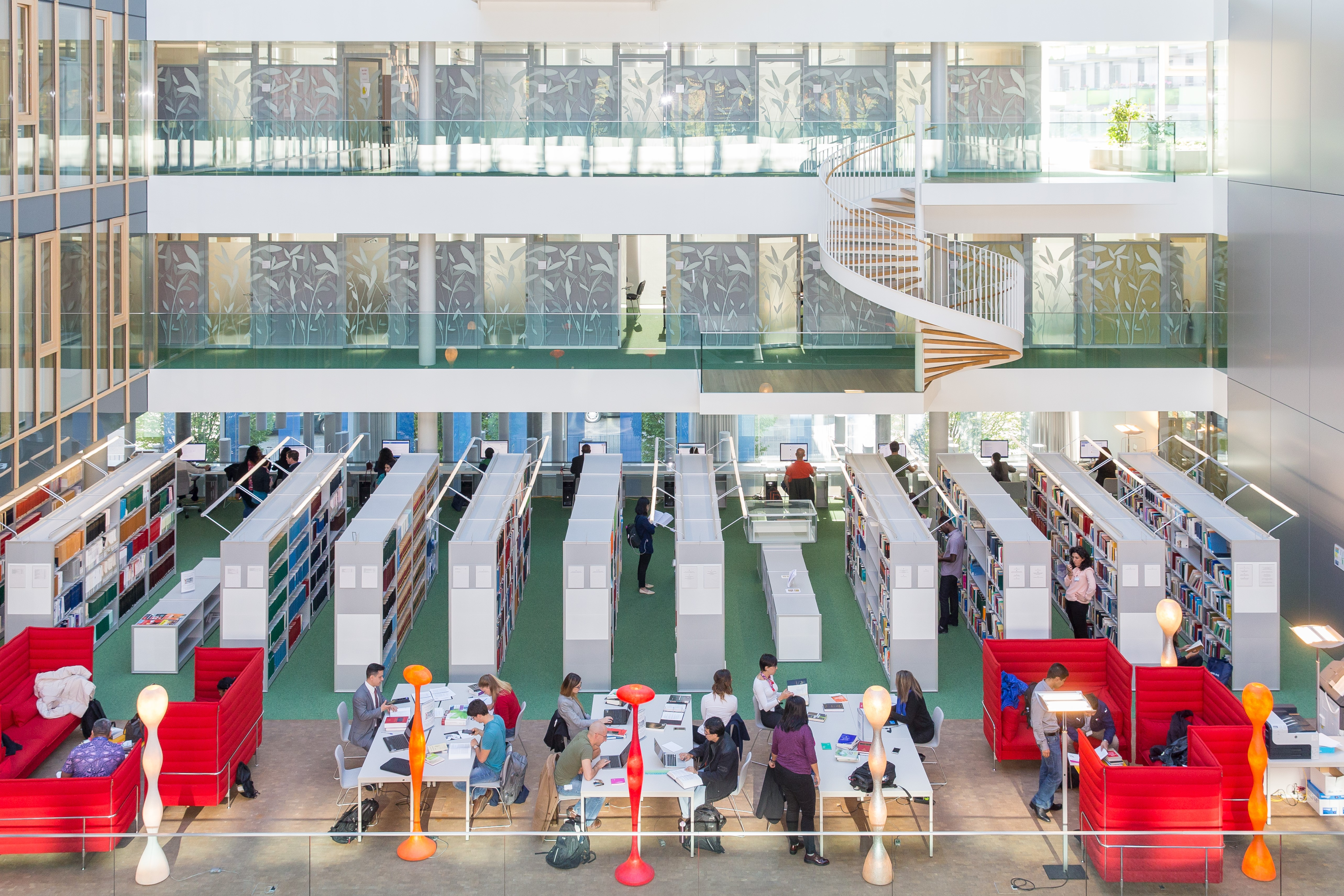
Les étudiants du master en Droit (LL. M.) en propriété intellectuelle, proposé conjointement par l'Académie de l'OMPI et l'université de Turin lors d'une visite d'étude à l'OMPI en 2017.

L'Académie de l'OMPI est l'organisme de formation de l'Organisation mondiale de la propriété intellectuelle (OMPI), elle a été créée en 1998. Elle offre un enseignement, une formation et un renforcement des compétences en matière de propriété intellectuelle (PI) aux fonctionnaires, aux inventeurs, aux créateurs, aux professionnels du monde des affaires, aux petites et moyennes entreprises (PME), aux universitaires, aux étudiants et aux particuliers intéressés par la PI. L'Académie organise des cours sur la propriété intellectuelle dans le cadre de ses six programmes : le programme de perfectionnement des cadres de l'OMPI, la formation en ligne sur la propriété intellectuelle, le programme de partenariats avec les universités, le cours d'été de l'OMPI, les instituts de formation à la propriété intellectuelle et la formation sur la propriété intellectuelle à l’intention des jeunes et des enseignants.

## Programme de formation des cadres
Le programme de formation des cadres a été lancé en 2024 et est conçu pour les entrepreneurs, les innovateurs, les dirigeants d'entreprise, les professionnels de la propriété intellectuelle et les fonctionnaires du gouvernement qui cherchent à développer des connaissances et des compétences pratiques en matière de propriété intellectuelle pour exploiter leur potentiel d'innovation et de créativité pour les besoins professionnels ou commerciaux. En collaboration avec des institutions partenaires du monde entier, ces programmes intensifs d'une semaine dotent les participants d'outils et de compétences pratiques en matière de propriété intellectuelle pour développer, utiliser et gérer la propriété intellectuelle comme un outil de croissance et de développement.

## Formation IP en ligne ainsi qu’à l’intention des jeunes et des enseignants
Grâce au programme d'apprentissage en ligne sur la propriété intellectuelle de l'Académie de l'OMPI, un accès mondial à des cours de propriété intellectuelle en ligne et hybrides de niveaux général et avancé est fourni dans les six langues officielles des Nations Unies (anglais, français, espagnol, arabe, russe et chinois) ainsi qu'en portugais. Les cours couvrent les principaux domaines de la théorie de la propriété intellectuelle (droits d'auteur, brevets et marques), de la gestion et de la politique de la propriété intellectuelle, ainsi que des compétences pratiques en matière de propriété intellectuelle ,. Le cours général sur la propriété intellectuelle (DL-101) est disponible dans un format accessible aux personnes malvoyantes. Certains cours DL, y compris le DL-101, sont dispensés dans plus de dix langues en raison de la personnalisation et de la traduction des cours par certains pays.
En 2018, l’Académie de l’OMPI a lancé le programme PI pour les jeunes et les enseignants afin d’aider les responsables des programmes scolaires nationaux, les décideurs politiques en matière d’éducation et les éducateurs à intégrer l’enseignement de la propriété intellectuelle, de la créativité et de l’innovation dans les écoles primaires et secondaires. Les jeunes innovateurs, créateurs et entrepreneurs qui sont utilisateurs du système de propriété intellectuelle se voient attribuer le titre d'Ambassadeur de la Jeunesse en Propriété Intellectuelle de l'OMPI afin qu'ils puissent inspirer d'autres jeunes à suivre leurs traces.

## Partenariats universitaires et écoles d’été de l’OMPI

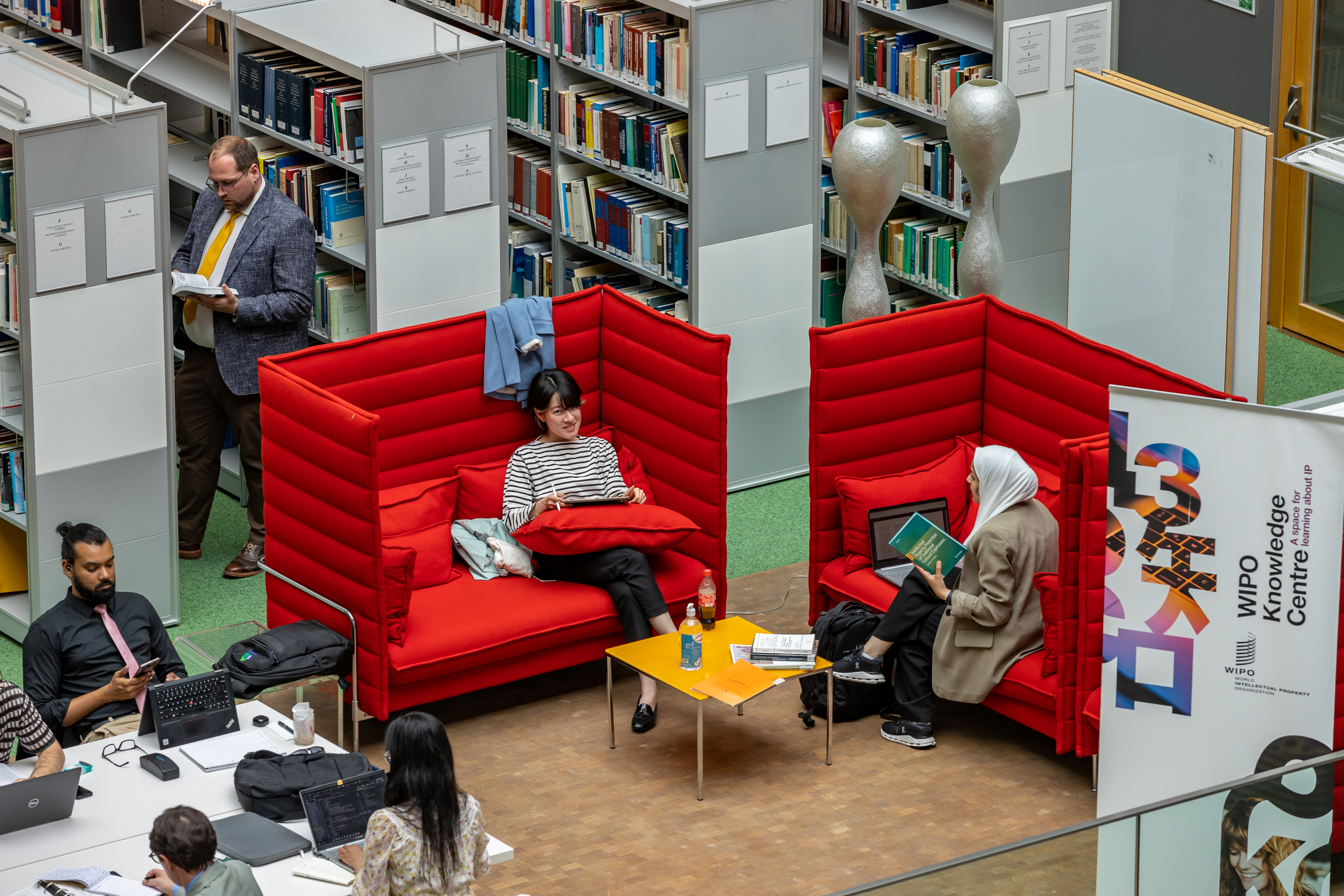
La librairie au siège de l'OMPI

L'Académie de l'OMPI collabore également avec des universités pour offrir un accès à l'enseignement supérieur en matière de propriété intellectuelle, en particulier aux pays en développement, aux pays les moins avancés et aux « pays en transition ». Son principal objectif dans ce domaine est une série de programmes de master conjoints offerts en anglais, en français et en espagnol. Les programmes de master conjoints sont accrédités et proposés avec des universités partenaires, notamment l'université d'Afrique, l'université d'Ankara, l'université Jagellonne, l'École KDI, l'université de Tongji, l'université de San Andrés, l'université de Turin, l'université de sciences sociales de Singapour,, l'université IE ,, l'université nationale de droit de Delhi,,, l'université Oumm al-Qura , l'université Maqsut Narikbayev , l'université de Nizwa, l'université Mohammed VI Polytechnique de Ben Guerir , et l'université de Yaoundé II .
Dans le cadre du Programme de partenariats universitaires, l'Académie co-organise un certain nombre de colloques (réunions informelles) et de conférences pour les universitaires, chercheurs et enseignants en propriété intellectuelle, y compris les colloques OMPI-OMC pour les enseignants en propriété intellectuelle,.

## Institutions de formation en propriété intellectuelle
Le programme des institutions de formation à la propriété intellectuelle (IPTI) aide les pays à créer leurs propres centres de formation à la propriété intellectuelle pour répondre à leurs besoins locaux de formation et de renforcement des compétences en propriété intellectuelle de manière évolutive et rentable. Les principaux domaines d'appui du programme IPTI comprennent la création de nouveaux IPTI, la réalisation de projets communs avec des IPTI déjà établis et l'offre de services collectifs aux IPTI, allant du réseautage aux cours de formation en propriété intellectuelle.